# Andrea Della Valle (cardinal)
Andrea Della Valle (né à Rome, alors capitale des États pontificaux, le 29 novembre 1463 et mort le 13 août 1534 dans la même ville) est un cardinal italien du XVIe siècle.

## Biographie
Andrea della Valle est issu d'une ancienne et prestigieuse famille romaine.
Il est d'abord chanoine à la basilique Saint-Pierre du Vatican. En 1496 il est élu évêque de Crotone et, en 1508, il est transféré à Mileto. Mgr Della Valle participe au cinquième concile du Latran et est secrétaire apostolique pendant le pontificat du pape Jules II.
Il est créé cardinal par le pape Léon X lors du consistoire du 1er juillet 1517, titré cardinal de Santa Agnese in Agone. Il est administrateur de Gallipoli, de Nicastro, de Valva et Sulmona et d'Umbriatico (it). En 1524-1526 il est camerlingue du Sacré Collège. Della Valle est nommé archiprêtre de la basilique Saint-Libère en 1520. Il est légat apostolique à Naples puis gouverneur de Rome, pendant l'absence du pape Clément VII en 1529.
Il participe au conclave de 1521-1522, lors duquel Adrien VI est élu pape, ainsi qu'à celui de 1523 qui aboutit à l'élection de Clément VII) à l'issue d'un conclave qui dura plusieurs semaines.
Il avait commandé la construction du Palazzo Della Valle et du  Teatro Della Valle.
Le cardinal Della Valle est enterré dans la tombe de ses ancêtres dans la basilique Santa Maria in Aracoeli à Rome.